# Collier Range National Park
Collier Range National Park är en park i Australien. Den ligger i delstaten Western Australia, omkring 870 kilometer norr om delstatshuvudstaden Perth. Collier Range National Park ligger 647 meter över havet.
Trakten runt Collier Range National Park är nära nog obefolkad, med mindre än två invånare per kvadratkilometer.. Det finns inga samhällen i närheten.
Omgivningarna runt Collier Range National Park är i huvudsak ett öppet busklandskap. Genomsnittlig årsnederbörd är 457 millimeter. Den regnigaste månaden är januari, med i genomsnitt 231 mm nederbörd, och den torraste är augusti, med 1 mm nederbörd.